# Dasiops ceres
Dasiops ceres är en tvåvingeart som först beskrevs av Charles Howard Curran 1932.  Dasiops ceres ingår i släktet Dasiops och familjen stjärtflugor. Inga underarter finns listade i Catalogue of Life.